# Lejeunea retifolia
Lejeunea retifolia là một loài Rêu trong họ Lejeuneaceae. Loài này được P.C. Chen mô tả khoa học đầu tiên..